# Meilleur joueur du monde World Rugby
Pour un article plus général, voir Prix World Rugby.
Le titre de meilleur joueur du monde World Rugby est une récompense décernée chaque année par World Rugby à l'occasion des Prix World Rugby. Cette récompense honore les plus grands joueurs internationaux de rugby à XV. Décerné en 2001 pour la première fois par l'International Rugby Board (IRB, aujourd'hui devenu World Rugby), elle récompense à l'automne chaque année, la personnalité qui a apporté sa contribution particulière au jeu et aux résultats de son équipe nationale et accessoirement de club ou de franchise.
Le jury de vote sélectionne une liste de candidats pour lesquels les joueurs, les entraîneurs, les représentants des médias et le public peuvent voter via Twitter. Le jury sélectionne ensuite le lauréat en fonction des résultats du vote.
Avec huit sélections et trois désignations entre 2001 et 2012, McCaw est le joueur le plus récompensé par World Rugby (3). Dan Carter le rejoint en 2015 après cinq sélections entre 2005 et 2015. Les joueurs venant de Nouvelle-Zélande ont remporté cette récompense le plus de fois, à dix reprises. Les joueurs nommés proviennent pour l'instant tous de nations du Tier 1, à l'exception de l'Américain Joe Taufete'e, en 2019.

## Les lauréats

### Meilleur joueur du monde IRB (2001-2013)
En 2001, année de la création des Prix World Rugby, le tout premier joueur à se voir décerner le prix de Meilleur joueur du monde est l'international irlandais et joueur des Harlequins, le talonneur Keith Wood,.
L'année suivante, en 2002, le demi de mêlée du Stade français Fabien Galthié devient le second joueur à remporter ce titre. Alors en concurrence avec Richie McCaw, Joe van Niekerk, Brian O'Driscoll et Jason Robinson, il se distingue de ces derniers notamment lors du Tournoi des Six Nations, durant lequel il réalise de très bonnes performances tout en étant le capitaine des Bleus qui remportent la compétition et réalisant le Grand Chelem.
Puis, l'ouvreur Anglais Jonny Wilkinson remporte à son tour la distinction en 2003, après avoir réalisé une saison impressionnant, remportant le Tournoi des Six Nations avec le Grand Chelem et étant un grand artisan de cette victoire. Quelques mois plus tard, il remporte le Mondial, marquant notamment le drop victorieux en finale face à l'Australie, offrant à son pays la première Coupe du monde de son histoire.
En 2004, c'est le troisième ligne aile Sud-Africain Schalk Burger qui est désigné meilleur joueur du monde. Il a notamment remporté le Tri-nations avec son pays, la première victoire dans cette compétition depuis 1998.
Après une année 2005 durant laquelle il bat à trois reprises les Lions britanniques et irlandais, gagne le Tri-nations et remporte tous les matchs de sa tournée en Europe, le All Black Dan Carter est élu meilleur joueur du monde,.
L'année d'après, c'est un autre néo-zélandais qui remporte cette distinction : Richie McCaw. Cette année 2006, il devient le capitaine des Crusaders qu'il conduit au titre en Super 14 et devient également le capitaine des All Blacks avec qui il remporte le Tri-nations.
Pour l'année 2007, l'ailier Sud-Africain Bryan Habana est élu meilleur joueur du monde. Il réalise une excellente année durant laquelle il remporte dans un premier temps le Super 14 avec les Bulls, marquant l'essai de la victoire en finale contre les Sharks. Puis, il est remporte la Coupe du monde durant laquelle il marque quatre essais contre les Samoa, deux contre les États-Unis et deux contre l'Argentine en demi-finale, pour un total de huit réalisations, lui permettent d'égaler le record d'essais inscrits en un seul Mondial, record détenu par Jonah Lomu depuis l'édition de 1999.
Vainqueur du Tournoi des Six Nations avec le pays de Galles et recordman du nombre d'essais sous le maillot du XV du Poireau, le Gallois Shane Williams succède à Bryan Habana pour l'année 2008.
Puis, en 2009 et 2010, le néo-zélandais Richie McCaw est élu deux fois consécutives comme étant le meilleur joueur du monde,, après avoir déjà remporté cette distinction une première fois en 2006. Durant ces deux années, il est invaincu durant les deux tournées en Europe,, remporte le Tri-nations 2010 sans aucune défaite, et devient le All Black le plus capé de l'histoire.
En 2011, un deuxième français remporte cette distinction : le joueur du Stade toulousain, Thierry Dusautoir. C'est notamment sa victoire en finale du Championnat de France contre Montpellier et surtout son excellente Coupe du monde durant laquelle il est nommé Homme du match à l'issue de la finale perdue contre la Nouvelle-Zélande.
À la fin de l'année 2012, Dan Carter est élu meilleur joueur du monde pour la deuxième fois de sa carrière après, sept ans après sa première victoire, alors que Richie McCaw était annoncé favori. Il remporte le Rugby Championship avec son pays qu'il a porté durant toute la compétition. Il est également le meilleur réalisateur de l'histoire de sa sélection nationale.
Un autre néo-zélandais est récompensé en 2013 : Kieran Read. Invaincu avec les All Blacks dont il est temporairement promu capitaine et avec qui il remporte le Rugby Championship, il réalise une excellente année où il impressionne par sa technique et sa puissance. Il joue treize des quatorze matchs de son pays et marque six essais.

### Meilleur joueur du monde World Rugby (depuis 2014)
Après le changement de nom de l'IRB devenant World Rugby, le premier vainqueur est le deuxième ligne international néo-zélandais Brodie Retallick. Cette année 2014, il remporte le Rugby Championship et devient le premier joueur de deuxième ligne à obtenir ce titre
En 2015, à 33 ans, Dan Carter remporte pour la troisième fois le titre de meilleur joueur du monde, après avoir été décisif dans tous les matchs importants de la Coupe du monde qu'il gagne également. Il devient alors le joueur ayant remporté le plus de fois cette distinction, à égalité avec Richie McCaw qui l'a remportée trois fois,.
Succède à Carter un autre All Black ; Beauden Barrett remporte deux années de suite le titre, en 2016 et 2017. La première année, il remporte le Super Rugby pour la première fois de l'histoire des Hurricanes en battant les Lions en finale, à l'issue de laquelle il est nommé homme du match. Puis, il parvient à s'imposer comme le demi d'ouverture titulaire des All Blacks aux dépens d'Aaron Cruden et Lima Sopoaga, et participe activement à la victoire néo-zélandaise dans le Rugby Championship,. La seconde année, il remporte une nouvelle fois le Rugby Championship.
En 2018, l'international irlandais Jonathan Sexton met fin à six ans de victoires néo-zélandaises et succède à deux autres ouvreurs, Dan Carter et Beauden Barrett, après avoir remporté le Tournoi des Six Nations en réalisant le Grand Chelem et la Coupe d'Europe avec le Leinster.
Après avoir remporté la Coupe du monde 2019, durant laquelle il réalise d'excellents matchs, le troisième ligne des Springboks Pieter-Steph du Toit est désigné meilleur joueur du monde, alors que son compatriote Cheslin Kolbe et l'Anglais Tom Curry semblaient favoris,.
Ensuite, en raison de la pandémie de Covid-19, personne ne gagne le titre de meilleur joueur du monde en 2020. Puis, c'est le demi de mêlée du Stade toulousain Antoine Dupont qui succède à du Toit, en 2021. Il est le troisième français à être vainqueur. Cette année, il remporte le Championnat de France et la Coupe d'Europe avec son club, puis participe à la victoire historique de la France face à la Nouvelle-Zélande. Il est également promu capitaine des Bleus.
L'année suivante, en 2022, bien que nommé, Antoine Dupont est devancé par l'Irlandais du Leinster Josh van der Flier, qui a grandement participé aux succès internationaux de son pays qui est devenu cette année la première nation mondiale au classement World Rugby,.
En 2023, malgré une finale de Coupe du monde perdue, l'international néo-zélandais Ardie Savea est élu meilleur joueur du monde,.
| Période | Joueur                   | Position               | Équipe nationale Club                      | Joueurs nommés                                                                      |
| ------- | ------------------------ | ---------------------- | ------------------------------------------ | ----------------------------------------------------------------------------------- |
| 2001    | Keith Wood               | Talonneur              | Irlande Harlequins                         | George Gregan Brian O'Driscoll George Smith Jonny Wilkinson                         |
| 2002    | Fabien Galthié           | Demi de mêlée          | France Stade français Paris                | Richie McCaw Joe van Niekerk Brian O'Driscoll Jason Robinson                        |
| 2003    | Jonny Wilkinson          | Demi d'ouverture       | Angleterre Newcastle Falcons               | Imanol Harinordoquy Richie McCaw Steve Thompson Phil Waugh                          |
| 2004    | Schalk Burger            | Troisième ligne aile   | Afrique du Sud Western Province / Stormers | Serge Betsen Gordon D'Arcy Matt Giteau Marius Joubert                               |
| 2005    | Daniel Carter            | Demi d'ouverture       | Nouvelle-Zélande Canterbury / Crusaders    | Bryan Habana Victor Matfield Richie McCaw Tana Umaga                                |
| 2006    | Richie McCaw             | Troisième ligne aile   | Nouvelle-Zélande Canterbury / Crusaders    | Daniel Carter Paul O'Connell Fourie du Preez Chris Latham                           |
| 2007    | Bryan Habana             | Ailier                 | Afrique du Sud Blue Bulls / Bulls          | Juan Martín Hernández Felipe Contepomi Yannick Jauzion Richie McCaw                 |
| 2008    | Shane Williams           | Ailier                 | Pays de Galles Ospreys                     | Mike Blair Daniel Carter Sergio Parisse Ryan Jones                                  |
| 2009    | Richie McCaw (2)         | Troisième ligne aile   | Nouvelle-Zélande Canterbury / Crusaders    | Tom Croft Brian O'Driscoll Jamie Heaslip Matt Giteau François Steyn Fourie du Preez |
| 2010    | Richie McCaw (3)         | Troisième ligne aile   | Nouvelle-Zélande Canterbury / Crusaders    | Mils Muliaina Victor Matfield Imanol Harinordoquy David Pocock Kurtley Beale        |
| 2011    | Thierry Dusautoir        | Troisième ligne aile   | France Stade toulousain                    | Ma'a Nonu Piri Weepu Jerome Kaino Will Genia David Pocock                           |
| 2012    | Daniel Carter (2)        | Demi d'ouverture       | Nouvelle-Zélande Canterbury / Crusaders    | Owen Farrell Richie McCaw Frédéric Michalak                                         |
| 2013    | Kieran Read              | Troisième ligne centre | Nouvelle-Zélande Canterbury / Crusaders    | Eben Etzebeth Leigh Halfpenny Sergio Parisse Ben Smith                              |
| 2014    | Brodie Retallick         | Deuxième ligne         | Nouvelle-Zélande Bay of Plenty / Chiefs    | Jonathan Sexton Duane Vermeulen Willie le Roux Julian Savea                         |
| 2015    | Dan Carter (3)           | Demi d'ouverture       | Nouvelle-Zélande Canterbury / Crusaders    | Michael Hooper Alun Wyn Jones Greig Laidlaw David Pocock Julian Savea               |
| 2016    | Beauden Barrett          | Demi d'ouverture       | Nouvelle-Zélande Taranaki / Hurricanes     | Dane Coles Owen Farrell Jamie Heaslip Maro Itoje Billy Vunipola                     |
| 2017    | Beauden Barrett (2)      | Demi d'ouverture       | Nouvelle-Zélande Taranaki / Hurricanes     | Owen Farrell Israel Folau Rieko Ioane Maro Itoje                                    |
| 2018    | Jonathan Sexton          | Demi d'ouverture       | Irlande Leinster                           | Beauden Barrett Faf de Klerk Rieko Ioane Malcolm Marx                               |
| 2019    | Pieter-Steph du Toit     | Troisième ligne aile   | Afrique du Sud Western Province / Stormers | Tom Curry Cheslin Kolbe Ardie Savea Joe Taufete'e Alun Wyn Jones                    |
| 2020    | Aucun lauréat            | Aucun lauréat          | Aucun lauréat                              | Aucun lauréat                                                                       |
| 2021    | Antoine Dupont           | Demi de mêlée          | France Stade toulousain                    | Maro Itoje Michael Hooper Samu Kerevi                                               |
| 2022    | Josh van der Flier       | Troisième ligne aile   | Irlande Leinster                           | Antoine Dupont Jonathan Sexton Lukhanyo Am                                          |
| 2023    | Ardie Savea              | Troisième ligne centre | Nouvelle-Zélande Hurricanes                | Bundee Aki Antoine Dupont Eben Etzebeth                                             |
| 2024    | Pieter-Steph du Toit (2) | Troisième ligne aile   | Afrique du Sud Toyota Verblitz             | Caelan Doris Eben Etzebeth Cheslin Kolbe                                            |

### Statistiques sur les lauréats
| Position               | Nombre |
| ---------------------- | ------ |
| Troisième ligne aile   | 8      |
| Demi d'ouverture       | 7      |
| Ailier                 | 2      |
| Demi de mêlée          | 2      |
| Troisième ligne centre | 2      |
| Talonneur              | 1      |
| Deuxième ligne         | 1      |

| Nation           | Nombre |
| ---------------- | ------ |
| Nouvelle-Zélande | 11     |
| Afrique du Sud   | 4      |
| France           | 3      |
| Irlande          | 3      |
| Angleterre       | 1      |
| Pays de Galles   | 1      |

| Club ou franchise    | Nombre |
| -------------------- | ------ |
| Crusaders            | 7      |
| Hurricanes           | 3      |
| Leinster             | 2      |
| Stade toulousain     | 2      |
| Stormers             | 2      |
| Harlequins           | 1      |
| Stade français Paris | 1      |
| Newcastle Falcons    | 1      |
| Bulls                | 1      |
| Ospreys              | 1      |
| Chiefs               | 1      |
| Toyota Verblitz      | 1      |

### Statistiques sur les nominations
| Position               | Nombre |
| ---------------------- | ------ |
| Troisième ligne aile   | 27     |
| Centre                 | 24     |
| Demi d'ouverture       | 21     |
| Ailier                 | 18     |
| Demi de mêlée          | 11     |
| Troisième ligne centre | 11     |
| Arrière                | 10     |
| Deuxième ligne         | 10     |
| Talonneur              | 5      |
| Pilier                 | 0      |

| Nation           | Nombre |
| ---------------- | ------ |
| Nouvelle-Zélande | 27     |
| Afrique du Sud   | 23     |
| Irlande          | 14     |
| Australie        | 10     |
| Angleterre       | 10     |
| France           | 10     |
| Pays de Galles   | 4      |
| Argentine        | 2      |
| Italie           | 2      |
| Écosse           | 2      |
| États-Unis       | 1      |